# Stadion an der Zweibrücker Straße
Le Stadion an der Zweibrücker Straße est un ancien stade de football allemand situé dans la ville de Pirmasens, en Rhénanie-Palatinat.
Le stade, doté de 16 000 places et inauguré en 1912 puis démoli en 2003, servait d'enceinte à domicile à l'équipe de football du FK 03 Pirmasens.

## Histoire
En 1911, quatre membres du club de football du FK Pirmasens achètent un terrain de 2 400 mètres² pour y faire construire un stade (la brasserie Park & Bellheimer accordant un prêt de 20 000 ℳ pour financer le projet, l'association devant en contrepartie acheter annuellement 30 000 litres de bière à la brasserie).
Situé dans les faubourgs nord-ouest de la ville, le stade, entouré d'une piste de cendre, ouvre ses portes en 1912. Il dispose alors de 25 000 places assises (dont 1 000 couvertes en tribune principale). Il est inauguré le 25 avril 1912 lors d'une défaite 4-3 en amical des locaux du FK Pirmasens contre les suisses du BSC Old Boys.
Durant l'été 1912, la tribune principale et le club-house sont inaugurés. Un ouragan détruit une grande partie du stade en 1920. Six ans plus tard, la tribune principale est remplacée par une tribune couverte avec des sièges.
En 1939, la ville de Pirmasens doit être évacuée, le FK Pirmasens devant alors déménager à Kaiserslautern. À la fin de la Seconde Guerre mondiale, les tribunes et le club-house sont détruits et l'aire de jeu jonchée de cratères de bombes. Les dégâts sont rapidement réparés, afin que le club puisse à nouveau jouer ses matchs à domicile dans l'Oberliga Südwest.
Le record d'affluence au stade est de 25 000 spectateurs le 6 décembre 1953 lors d'un match entre le FK Pirmasens et le FC Kaiserslautern.
Dans les années 1970, le club, endetté de 800 000 marks, doit vendre le stade à la ville (environ 2 millions de marks) afin d'éviter la faillite.
Il est rénové puis réduit à 16 000 places.
Le stade est progressivement abandonné, fermé puis démoli en 2003 pour laisser place à l'agrandissement de la société voisine, Kömmerling. Le FK Pirmasens fait ses adieux lors de matchs amicaux contre le FC Kaiserslautern, le Werder Brême et l'équipe nationale albanaise. Durant les travaux de démolition, une bombe aérienne de plus de 220 kg est découverte sous la tribune principale.